# Mixis
Mixis là một chi thực vật có hoa trong họ, Orchidaceae.